# Dichapetalum unguiculatum
Dichapetalum unguiculatum är en tvåhjärtbladig växtart som beskrevs av Adolf Engler. Dichapetalum unguiculatum ingår i släktet Dichapetalum och familjen Dichapetalaceae. Inga underarter finns listade i Catalogue of Life.